# نهائي كأس إيطاليا 2000
نهائي كأس إيطاليا 2000 هي المباراة النهائية من منافسة كأس إيطاليا 1999–2000، أقيمت المباراة في 2000، بين فريقي نادي لاتسيو، ونادي إنتر ميلانو، وفاز فيها نادي لاتسيو، بعد أن هزم نادي إنتر ميلانو، بنتيجة 2 - 1.

## تفاصيل المباراة
لعبت المباراة النهائية في 2000.
| نادي لاتسيو | 2 -1 | نادي إنتر ميلانو |
| ----------- | ---- | ---------------- |
|             |      |                  |